# Psychotria aviculoides
Psychotria aviculoides är en måreväxtart som beskrevs av Joseph Harold Kirkbride. Psychotria aviculoides ingår i släktet Psychotria och familjen måreväxter. Inga underarter finns listade i Catalogue of Life.